# Музей на тютюна (Ардино)
Музеят на тютюна е музей в град Ардино, област Кърджали. Производството на тютюн заема водещо място в икономиката на Източните Родопи в продължение на почти два века.

## История
Музеят е открит на 11 август 2023 г. Разположен е на втория етаж в сградата на Общинския музей. Музейната експозиция носи името „Тютюнопроизводство и манипулация на тютюн в Ардинско“ и проследява пътя на тютюна – от обработката на земята и засяването на семената чак до беритбата, сушенето и балирането, дори до предаването на суровината във фабриките за производство на цигари.
Експонатите включват предмети от бита, архивни снимки и текстови материали, свързани с производството на тютюн.